# Свефберт (король Ессексу)
Свефберт (давн-англ. Swæfberht, Swaefbert, Swebriht; ? —738) — король Кенту у 689—692 роках, Ессексу в 709/715—738 роках.

## Життєпис

### Король Кенту
Походив з династії Есквінінгів. Син Свефхерда, короля Кенту. Про дату народження та молоді роки нічого невідомо. У 689 році став співволодарем батька. Разом з Свехердом панував у західному Кенті.
З 691 до 692 року боровся проти Вітреда, короля Східного Кенту. Зрештою зазнав поразки. У цій боротьбі загинув батько Свефберта. Сам він перебрався до Ессексу.

### Король Ессексу
Посів трон між 709 та 715 роками, можливо після смерті короля Оффи або Сігеґерда.
Невдовзі розділив владу з родичем з Селредом. Можливо Свефберт керував Західним Ессексом. Напевне мав конфліктні стосунки з Вессексом за володіння областю Суррей. Втім перебіг боротьби Свефберта з Інє Вессекським достеменно невідомий. Відомо, що 721 року підтримав Кіневульфа, претендента на трон Вессексу. Втім Інє його переміг. Напевне після невдач Вессексу у війні з Мерсією протягом 725—726 років Свефберт зумів захопили більшу частину Суррея.
У 730 року проти нього виступив Етельбальд, король Мерсії, який завдав поразки Свефберту, який остаточно поступився землями навколо Лондону та визнав зверхність Мерсії. Рівень залежності Свефберта від мерсійського короля викликають суперечності у дослідників. Помер у 738 році. Слідом за цим єдиним королем Ессексу став Селред.